# Saint-Julien-d'Oddes
Saint-Julien-d'Oddes è un comune francese di 273 abitanti situato nel dipartimento della Loira della regione dell'Alvernia-Rodano-Alpi.

## Società

### Evoluzione demografica
Abitanti censiti